# Аргус (собака)
А́ргус или, иначе, А́ргос (др.-греч. Ἄργος) — охотничий пёс, персонаж древнегреческой поэмы «Одиссея», воплощение собачьей преданности. Эпизод с его участием содержится в 17-й книге.
Принадлежал Одиссею, который вскормил его до своего отъезда на Троянскую войну; в молодости славился чутьём, быстротой и смелостью. Тайком вернувшись домой через двадцать лет, Одиссей находит Аргуса лежащим на навозной куче — дряхлого, слабого, завшивевшего, забытого нерадивыми слугами.
Аргус, в отличие от других обитателей Итаки, мгновенно узнаёт хозяина — но не находит сил даже подползти к Одиссею, лишь от радости виляет хвостом и поджимает уши. Одиссей, чтобы не выдать себя, также не приближается к Аргусу, украдкой проливает слезу и проходит мимо, после чего Аргус умирает.